# مقاطعة برليسون (تكساس)
مقاطعة برليسون (بالإنجليزية: Burleson  County)‏ هي إحدى المقاطعات في ولاية تكساس، الولايات المتحدة الأمريكية، يبلغ عدد سكانها 17,187 نسمة طبقا لإحصاء عام 2010 .

موقع المقاطعة في ولاية تكساس